# Țițești (gmina)
Țițești – gmina w Rumunii, w okręgu Ardżesz. Obejmuje miejscowości Bucșenești-Lotași, Cișmea, Țițești, Valea Mănăstirii i Valea Stânii. W 2011 roku liczyła 4937 mieszkańców.